# Yasuto Honda
Yasuto Honda (本田 泰人 Honda Yasuto?,  nacido el 25 de junio de 1969 en Kitakyūshū, Fukuoka) es un exfutbolista japonés. Jugaba de centrocampista y su último club fue el Kashima Antlers de Japón.

## Carrera

### Clubes
Yasuto Honda nació en Kitakyūshū, Prefectura de Fukuoka el 25 de junio de 1969. Después de graduarse de instituto, se unió a Honda F.C. de la Japan Soccer League en 1987. En 1992, se fue a Kashima Antlers de la flamante J. League. En este club obtuvo 4 ligas, 3 Copas J. League y 2 Copas del Emperador. Se retiró al finalizar la temporada 2006. En total, disputó 526 partidos y convirtió 6 goles en ambos clubes.

### Selección nacional
Yasuto Honda debutó para la Selección de fútbol de Japón ante Arabia Saudita el 24 de octubre de 1995. En 1996, disputó todos los partidos que tuvo su combinado en la Copa Asiática 1996. En 1997, a pesar de que fue partícipe en las eliminatorias para la Copa Mundial de 1998, sus oportunidades de mostrarse disminuyeron en el último trayecto de éstas. En total, jugó 29 encuentros y convirtió un gol para los Samuráis Azules hasta 1997.

## Estadísticas

### Clubes
| Rendimiento de club | Rendimiento de club | Rendimiento de club | Liga     | Liga  | Copa               | Copa               | Copa de la Liga | Copa de la Liga | Continental | Continental | Total    | Total |
| Año                 | Club                | Liga                | Partidos | Goles | Partidos           | Goles              | Partidos        | Goles           | Partidos    | Goles       | Partidos | Goles |
| Japón               | Japón               | Japón               | Liga     | Liga  | Copa del Emperador | Copa del Emperador | Copa J. League  | Copa J. League  | Asia        | Asia        | Total    | Total |
| ------------------- | ------------------- | ------------------- | -------- | ----- | ------------------ | ------------------ | --------------- | --------------- | ----------- | ----------- | -------- | ----- |
| 1988/89             | Honda               | JSL Division 1      | 9        | 0     | 9                  | 0                  | -               | -               | -           | -           | -        | -     |
| 1989/90             | Honda               | JSL Division 1      | 22       | 1     | 2                  | 3                  | -               | -               | 24          | 4           | -        | -     |
| 1990/91             | Honda               | JSL Division 1      | 21       | 1     | 4                  | 1                  | -               | -               | 25          | 2           | -        | -     |
| 1991/92             | Honda               | JSL Division 1      | 20       | 0     | 3                  | 0                  | -               | -               | 23          | 0           | -        | -     |
| 1992                | Kashima Antlers     | J1 League           | -        | -     | 3                  | 0                  | 10              | 0               | -           | -           | 13       | 0     |
| 1993                | Kashima Antlers     | J1 League           | 35       | 0     | 5                  | 0                  | 6               | 0               | -           | -           | 46       | 0     |
| 1994                | Kashima Antlers     | J1 League           | 43       | 0     | 1                  | 0                  | 1               | 0               | -           | -           | 45       | 0     |
| 1995                | Kashima Antlers     | J1 League           | 49       | 3     | 4                  | 0                  | -               | -               | -           | -           | 53       | 3     |
| 1996                | Kashima Antlers     | J1 League           | 29       | 0     | 3                  | 0                  | 13              | 0               | -           | -           | 45       | 0     |
| 1997                | Kashima Antlers     | J1 League           | 21       | 0     | 5                  | 0                  | 2               | 0               | -           | -           | 28       | 0     |
| 1998                | Kashima Antlers     | J1 League           | 21       | 0     | 4                  | 1                  | 5               | 0               | -           | -           | 30       | 1     |
| 1999                | Kashima Antlers     | J1 League           | 17       | 0     | 0                  | 0                  | 4               | 0               | -           | -           | 21       | 0     |
| 2000                | Kashima Antlers     | J1 League           | 29       | 0     | 5                  | 0                  | 5               | 0               | -           | -           | 39       | 0     |
| 2001                | Kashima Antlers     | J1 League           | 24       | 0     | 1                  | 0                  | 6               | 0               | -           | -           | 31       | 0     |
| 2002                | Kashima Antlers     | J1 League           | 22       | 0     | 4                  | 0                  | 9               | 1               | -           | -           | 35       | 1     |
| 2003                | Kashima Antlers     | J1 League           | 19       | 0     | 4                  | 0                  | 5               | 0               | 1           | 0           | 29       | 0     |
| 2004                | Kashima Antlers     | J1 League           | 7        | 0     | 0                  | 0                  | 5               | 0               | -           | -           | 12       | 0     |
| 2005                | Kashima Antlers     | J1 League           | 4        | 1     | 1                  | 0                  | 1               | 0               | -           | -           | 6        | 1     |
| 2006                | Kashima Antlers     | J1 League           | 8        | 0     | 1                  | 0                  | 3               | 1               | -           | -           | 12       | 1     |
| País                | Japón               | Japón               | 400      | 6     | 41                 | 1                  | 84              | 6               | 1           | 0           | 526      | 13    |
| Total               | Total               | Total               | 400      | 6     | 41                 | 1                  | 84              | 6               | 1           | 0           | 526      | 13    |

### Selección nacional
| Selección de Japón | Selección de Japón | Selección de Japón |
| Año                | Part.              | Goles              |
| ------------------ | ------------------ | ------------------ |
| 1995               | 2                  | 0                  |
| 1996               | 13                 | 0                  |
| 1997               | 14                 | 1                  |
| Total              | 29                 | 1                  |

### Participaciones en Copa Asiática
| Copa               | Sede | Resultado        | Partidos | Goles |
| ------------------ | ---- | ---------------- | -------- | ----- |
| Copa Asiática 1996 | EAU  | Cuartos de final | 4        | 0     |

### Goles internacionales
| # | Fecha               | Sede                                                | Oponente | Gol | Resultado | Competición                                |
| - | ------------------- | --------------------------------------------------- | -------- | --- | --------- | ------------------------------------------ |
| 1 | 27 de marzo de 1997 | Complejo Deportivo del Sultán Qaboos, Mascate, Omán | Nepal    | 6-0 | 6-0       | Clasificación para la Copa Mundial de 1998 |

## Palmarés

### Títulos nacionales
| Título             | Club            | País  | Año  |
| ------------------ | --------------- | ----- | ---- |
| J1 League          | Kashima Antlers | Japón | 1996 |
| Supercopa de Japón | Kashima Antlers | Japón | 1997 |
| Copa J. League     | Kashima Antlers | Japón | 1997 |
| Copa del Emperador | Kashima Antlers | Japón | 1997 |
| Supercopa de Japón | Kashima Antlers | Japón | 1998 |
| J1 League          | Kashima Antlers | Japón | 1998 |
| Supercopa de Japón | Kashima Antlers | Japón | 1999 |
| Copa J. League     | Kashima Antlers | Japón | 2000 |
| J1 League          | Kashima Antlers | Japón | 2000 |
| Copa del Emperador | Kashima Antlers | Japón | 2000 |
| J1 League          | Kashima Antlers | Japón | 2001 |
| Copa J. League     | Kashima Antlers | Japón | 2002 |

### Títulos internacionales
| Título               | Club (*)        | Sede  | Año  |
| -------------------- | --------------- | ----- | ---- |
| Copa de Campeones A3 | Kashima Antlers | Tokio | 2003 |

(*) Incluyendo la selección

### Distinciones individuales
| Distinción                       | Año  |
| -------------------------------- | ---- |
| J. League Best XI                | 1993 |
| Premio al Mérito de la J. League | 2007 |